# Spitz (cão)

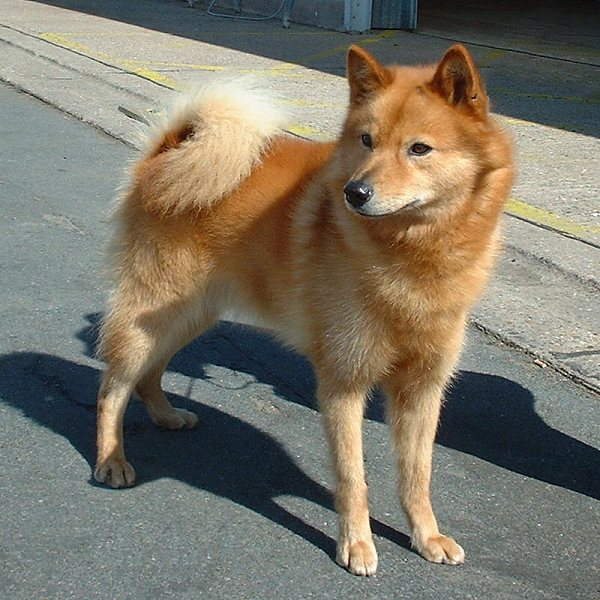
Raça spitz finlandês, mais uma raça da categoria spitz

Spitz(em alemão:  spitzen) é uma categoria de raças de cães assemelhados em forma ao lobo (por isto também chamados de lupóides), caracterizados pela pelagem dupla, orelhas eretas e focinho pontudo. As raças que compõem o grupo são dos mais variados portes, à exemplo do akita e o spitz japonês.
O veterinário e entomologista do exército do século XIX, Jean Pierre Mégnin, teorizou a existência de quatro raças(ou variedades) caninas básicas, com base em sua observação de das diferentes estruturas de crânio: Lupoides (Spitz), Braccoides (Sabujos), Graioides (Lebréus) e Molossoides(Molossos).
A origem exata dos cães do tipo spitz não é conhecida, embora a maioria dos spitz vistos hoje se originaram a partir da região do Ártico, ou da Sibéria. O tipo foi descrito como Canis pomeranus por Johann Friedrich Gmelin, em sua revisão do livro Systema Naturae , em 1788 (impresso em inglês, em 1792).

## Migrações

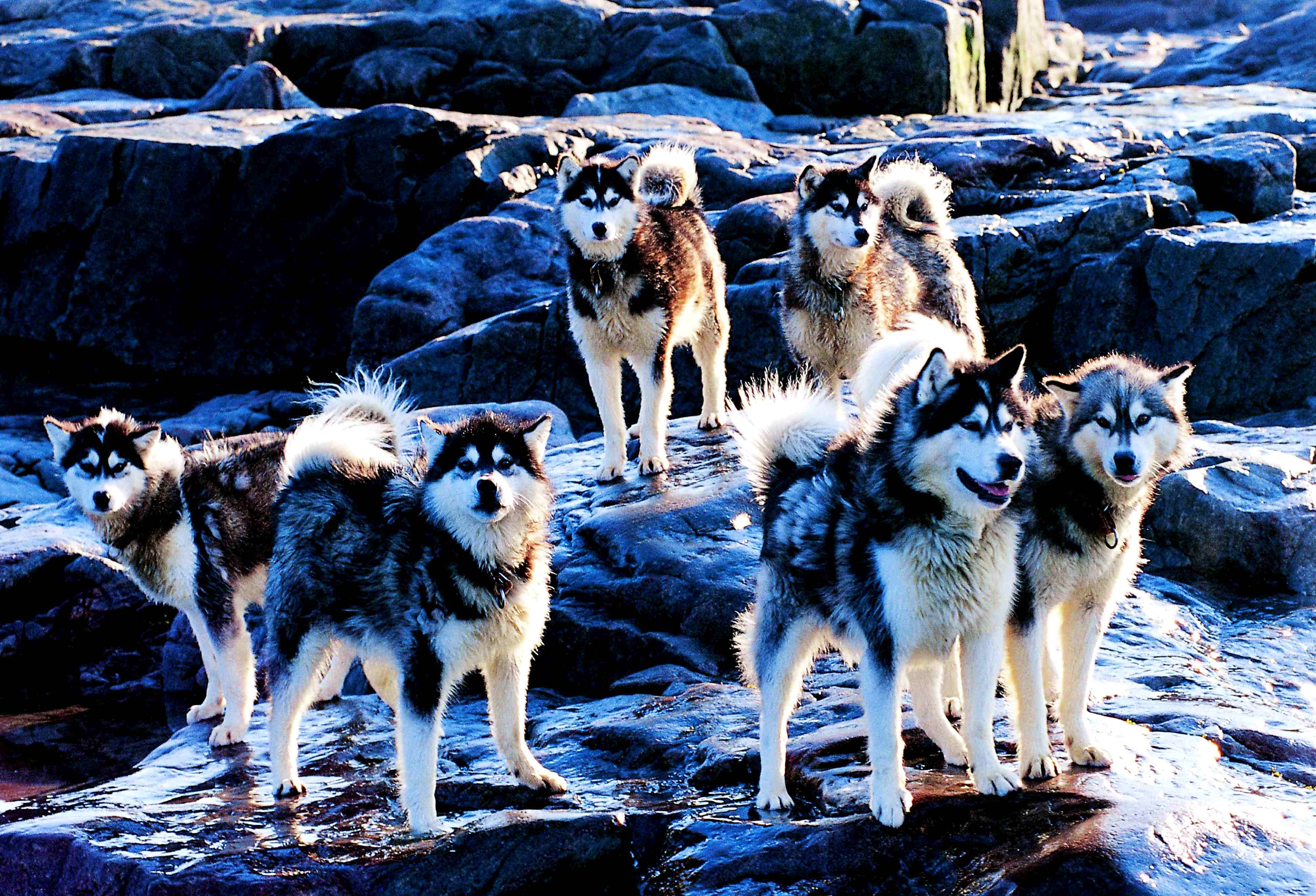
"Canadian Inuit Dog" (Cão da Família Boreal), Animal Oficial de Nunavut

Restos mortais de cerca de 2.000 anos de idade revelados na Suíça indicam que cães spitz habitaram a Europa Central por milênios. Estes cães são, quase certamente, os ancestrais dos cães de tipo spitz europeus, tais como o Spitz alemão. Muitos spitz também migraram para a Sibéria e a Mongólia.[carece de fontes?] Ao longo dos séculos, muitos desses cães foram transportados por seres humanos para o Japão, provavelmente a partir da Manchúria.
Estes spitz Asiáticos são os ancestrais das atuais raças, tais como o Chow Chow e o Akita Inu.

## Cães de trabalho
Através de cruzamentos seletivos, cães do tipo spitz foram desenvolvidos para ajudar os seres humanos de três formas: na caça, no pastoreio, e puxando trenós.
As maiores e mais poderosas raças, tais como o Akita Inu, Karelian Bear Dog, Elkhound norueguês e o sueco Elkhound—são usados para a caça pesada, ajudando os seres humanos a caçar alces e ursos-pardos. Raças pequenas, tais como o norueguês Buhund, o Spitz finlandês e o Lundehund—foram utilizados na Escandinávia para caçar aves e pequenos mamíferos.
O Cão finlandês da Lapônia, Lapphund e o Pastor-finlandês-da-lapônia foram usados pelo povo Sami para pastorear rebanhos de renas, mas também para a caça, e como cães de trenó.
Três dos maiores spitz, o Alaskan Malamute, Canadian Eskimo Dog, e a Gronlandshund, eram usados para puxar trenós, até o século 19. Durante aquele século, quando a a caça por peles de animais e a corrida de cães de trenó tornou-se lucrativo aos negócios, o menor e mais rápido Husky Siberiano foi usado com mais freqüência no Canadá e Alasca.

## Características
Spitz estão bem adaptados para viver em ambientes climas nórdicos severos. Eles muitas vezes têm um sub-pêlo isolador à prova d'água para manter o calor. Orelhas pequenas ajudam a reduzir o risco de queimaduras pelo frio, e o pêlo grosso que cresce sobre as patas protege os cães do gelo cortante. Muitas raças do tipo spitz, como o Akita e o Chow Chow, mantêm características lupinas como a independência, desconfiança e agressividade contra humanos desconhecidos e outros cães, e eles exigem muito treinamento e socialização quando eles são filhotes antes que eles se tornem gerenciável em um ambiente urbano. Alguns, como o Karelian Bear Dog, são mais difíceis de treinar como cães de companhia. Algumas fontes afirmam que cães do tipo spitz são mais propensos ao vírus da raiva do que outros tipos de cães.

## Cães de companhia e toy
Alguns spitz, com o seu pêlo grosso, macio babados, caudas enroladas e pequeno focinhos e orelhas, foram criados para ser cães de companhia ou cães de colo. Esta tendência é mais evidente no pequeno lulu-da-pomerânia, que originalmente era muito maior, próximo do tamanho de um Keeshond , antes de ser criados menores para tornar aceitável o tribunal de animais. O Keeshond, a variação Wolfspitz do Spitz alemão, amplamente conhecido como o cão nacional da Holanda, é um afetuoso, leal e muito energético do animal de estimação. Muitas vezes, essas raças são reconhecidas por seu "bocas sorridentes". Outros spitz que foram criados longe do trabalho são o American Eskimo Dog, Alaskan Klee Kai, Spitz alemão, Vulpino Italiano e Spitz japonês.

## Raças de cães do tipo spitz
Esta lista pode não ser completa e é, na melhor das hipóteses, um palpite de especialistas e criadores de cães com base nas características físicas das raças. No futuro, estudos genéticos podem melhor esclarecer a relação entre as várias raças. Note que os cães listados aqui podem ser classificados como toy, cães de pastoreio, cães de trenó, e outros tipos.